# Le Chant des sirènes (téléfilm, 2011)
Pour les articles homonymes, voir Le Chant des sirènes.
Pour plus de détails, voir Fiche technique et Distribution.
Le Chant des sirènes est un téléfilm français réalisé par Laurent Herbiet en 2011 et diffusé le 18 juin 2014 sur France 2. Le téléfilm est une adaptation d'après le polar de Christian Roux La bannière était en noir de 2009.

## Synopsis
Un jeune vient de la Picardie à Paris dans le but de devenir chanteur. C’est lors d’un casting qu’il rencontre Samia. Mais peu de temps après son arrivée, il se retrouve dans une affaire de racisme avec les hooligans, ce qui dégrade sa relation avec Samia et le mène à de graves blessures physiques et morales. Le garçon, ne comprenant pas qui sont vraiment ses fréquentations, se retrouve dans une impasse.

## Fiche technique
- Titre original : Le Chant des sirènes
- Réalisation : Laurent Herbiet
- Scénario : Laurent Herbiet et Christian Roux
- Musique : Arnaud Boivin
- Photographie : Dominique Bouilleret
- Production : Agora Films
- Pays de production : France
- Langue : Français
- Genre : Drame
- Durée : 90 minutes
- Date de diffusion : 18 juin 2014 sur France 2

## Distribution
Sauf indication contraire, les informations mentionnées dans cette section peuvent être confirmées par la base de données cinématographiques IMDb,  présente dans la section « Liens externes ».
- Cyril Descours : Le garçon
- Sabrina Ouazani : Samia
- Éric Caravaca : Éric
- Claudine Acs : Vieille dame #2 marché
- Catherine Arditi : Candidate facho
- Priscilla Attal-Sfez : Sophie
- Marion Bartherotte : Réalisatrice court-métrage
- Zoé Beau : Chanteuse Élysée
- Hafed Benotman : Père de Samia
- Irwan Bordji : Jeune de la cité 1
- Frédéric Bour : Jeune de la cité 3
- Djanis Bouzyani : Frère de Samia
- Morgane Cabot : Jeune fille
- Arthur Cauras : Hooligan
- Arnaud Ducret : Kevin
- Tchewk Essafi : Bonneteau
- Martine Fontaine : Femme de Fernand
- Dounya Hdia : Sœur de Samia
- Nathalie Hertzberg : Serveuse
- Big John : Médiateur
- Nadia Kaci : Prof de théâtre
- Azdine Keloua : Jeune de la cité 2
- Philippe Landoulsi : Réalisateur pub
- Renée Le Calm : Vieille dame #1 marché
- Isabelle Leprince : Femme d'Éric
- Xavier Maly : Bertrand
- Franck Pitiot : Fernand
- Alexandre Révérend : Client mécontent
- Serge Riaboukine : Cuistot
- Patrick Rombi : SDF
- Clément Révérend : Hooligan blessé
- Akéla Sari : Mère de Samia
- Bernard Warnas : Commerçant

## Tournage
Le tournage s'est déroulé à Paris.

## Récompense
- Festival de la fiction TV de La Rochelle 2011 : meilleur téléfilm[1]